# Palacio de los Tribunales de Justicia de Valparaíso
El Palacio de los Tribunales de Justicia de Valparaíso es el inmueble que alberga la Corte de Apelaciones de Valparaíso. Se encuentra ubicado en la plaza de la Justicia, a los pies del cerro Alegre, en las cercanías del Edificio Armada de Chile y la plaza Sotomayor, en la ciudad de Valparaíso, Chile.

## Historia
El terreno fue ocupado por los agustinos, hasta que fueron expropiados al inicio del periodo republicano para construir el primer teatro de la ciudad. Luego, en 1839 se construyó en el lugar el depósito de la aduana, que funcionó hasta que fueron trasladados los tribunales al edificio a fines del siglo xix. Esta edificación fue demolida en el año 1903.
El Palacio de Justicia fue reconstruido e inaugurado en 1939, bajo la dirección del arquitecto Augusto Geiger, bajo un estilo de arquitectura historicista, con rasgos grecorromanos.
Afuera del palacio se encuentra una estatua de la diosa Temis, que tuvo diferentes ubicaciones hasta la inauguración del edificio. A diferencia de las representaciones de la justicia, no lleva los ojos vendados y su balanza carece de equilibrio, por lo que ha sido objeto de diferentes mitos y leyendas.